# Kindersley Regional Airport
Kindersley Regional Airport (franska: Aéroport régional de Kindersley) är en flygplats i Kanada.   Den ligger i provinsen Saskatchewan, i den centrala delen av landet, 2 500 km väster om huvudstaden Ottawa. Kindersley Regional Airport ligger 694 meter över havet.
Terrängen runt Kindersley Regional Airport är platt. Runt Kindersley Regional Airport är det ganska glesbefolkat, med 40 invånare per kvadratkilometer.. Närmaste större samhälle är Kindersley, 5,7 km söder om Kindersley Regional Airport.
Trakten runt Kindersley Regional Airport består till största delen av jordbruksmark.